# Augustissimam beatissimi

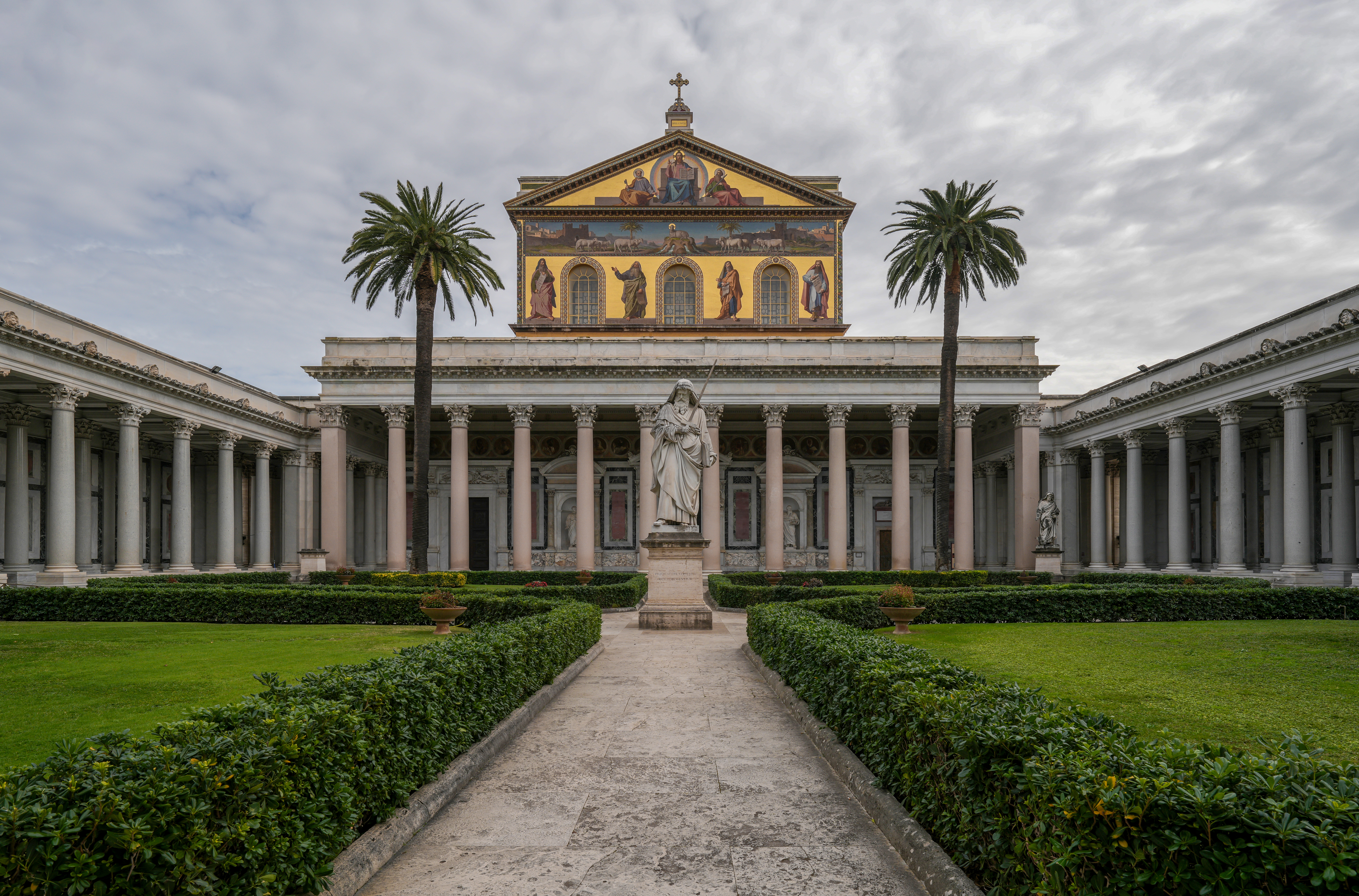
Die Basilika St. Paul vor den Mauern

Augustissimam beatissimi ist eine Enzyklika von Papst Gregor XVI., die am 21. Dezember 1840 veröffentlicht wurde.
Der Papst erinnert an den verheerenden Brand in der Patriarchalbasilika Sankt Paul vor den Mauern in Rom. Er bezeugt seine Dankbarkeit über die teilweise Wiedereröffnung, die Einweihung und den voranschreitenden Wiederaufbau. Darüber hinaus ruft der Papst zur weiteren Unterstützung auf und bittet um finanzielle Hilfe.